# Černá hora (berg i Tjeckien, lat 50,83, long 15,21)
Černá hora är ett berg i Tjeckien. Det ligger i den norra delen av landet, 100 km nordost om huvudstaden Prag. Toppen på Černá hora är 1 085 meter över havet, eller 152 meter över den omgivande terrängen. Bredden vid basen är 4,7 km. Černá hora ingår i Jizerské Hory.
Terrängen runt Černá hora är huvudsakligen kuperad.Runt Černá hora är det tätbefolkat, med 297 invånare per kvadratkilometer. Närmaste större samhälle är Liberec, 12,7 km sydväst om Černá hora. I omgivningarna runt Černá hora växer i huvudsak blandskog.